# برول، کمبریج‌شر
برول (به انگلیسی: Burwell) یک روستا و محله مدنی در بریتانیا است که در کمبریج‌شر شرقی واقع شده‌است. برول ۲۴٫۷ کیلومتر مربع مساحت و ۶٬۳۰۹ نفر جمعیت دارد.